# Dominik Duka
Dominik Jaroslav Duka, O.P. (26 de abril de 1943) é um cardeal da Igreja Católica tcheco, atual arcebispo emérito de Praga.

## Biografia
Ele estudou na Faculdade Teológica da Litoměřice. Em 1979, ele obteve a licenciatura em Teologia na Faculdade Teológica "São João Batista", em Varsóvia, em 6 de janeiro de 1969, ele assume a profissão temporária na Ordem dos Pregadores (Dominicanos).

## Vida religiosa
Foi ordenado padre em 22 de junho de 1970, pelo Cardeal Štěpán Trochta, bispo de Litoměřice. Por cinco anos, ele trabalhou em diversas paróquias da Arquidiocese de Praga. Em 7 de janeiro de 1972, ele fez a profissão solene na Ordem dos Pregadores. Em 1975, ele foi privado da autorização do Estado para exercer o seu ministério sacerdotal e destinado a quase 15 anos em trabalhar na fábrica da Škoda Plzeň como designer, até o final de 1989. Durante esse tempo, ele trabalhou secretamente em sua ordem como mestre de noviços e professor de teologia. Entre 1981 e 1982, ele foi preso em Plzeň. Entre 1986 e 1998, foi provincial dos Dominicanos na Boêmia e Morávia. Após a queda do comunismo, ele foi eleito presidente da Conferência dos Superiores Maiores Federal. De 1990 a 1999, lecionou introdução à Sagrada Escritura e da antropologia bíblica na Faculdade Teológica da Universidade Palacký de Olomouc. De 1992 até 1996, ele foi vice-presidente da União Europeia dos Superiores Maiores.
Foi nomeado pelo Papa João Paulo II bispo eleito de Hradec Králové, em 6 de junho de 1998 e foi consagrado em 26 de setembro, na catedral do Espírito Santo em Hradec Králové, por Karel Otcenášek, Arcebispo-Bispo emérito de Hradec Králové, assistido pelo cardeal Miloslav Vlk, arcebispo de Praga, e por Giovanni Coppa, arcebispo-titular de Serta, núncio apostólico na República Tcheca.
Serviu como administrador apostólico de Litoměřice entre 6 de novembro de 2004 até 4 de outubro de 2008. Foi promovido a arcebispo metropolitano de Praga em 13 de fevereiro de 2010, recebendo o pálio do Papa Bento XVI em 29 de junho de 2011, na Basílica de São Pedro. Em 21 de abril de 2010, foi eleito presidente da Conferência Episcopal Tcheca, cargo que exerceu até 28 de abril de 2020.
Foi criado cardeal no Primeiro Consistório Ordinário Público de 2012, realizado em 18 de fevereiro, recebendo o barrete cardinalício, o anel de cardeal e o título de cardeal-presbítero de Santos Marcelino e Pedro. Atualmente, é membro da Congregação para os Institutos de Vida Consagrada e as Sociedades de Vida Apostólica.
Ao longo dos anos, obteve inúmeros prêmios e reconhecimentos, tanto de instituições civis como religiosas. Faz parte do Fórum de Ética da Chéquia e do Conselho Científico da Faculdade de Teologia de Praga. Ele ocupa o cargo de presidente do conselho de administração da Obra Bíblica Católica. Ele é membro do Centro de Estudos Bíblicos e faz parte da Confederação de Prisioneiros Políticos. Ele também é editor-chefe da revista "Salve" de teologia, cultura e vida espiritual, e colabora na edição da revista "Communio". Ele também é presidente honorário da Associação da Família de St. Zdislava.
Foi significativa sua contribuição para a tradução da Bíblia de Jerusalém para a língua tcheca, publicada em 2009, para a qual trabalhou por trinta anos. É autor de livros e diversos artigos publicados em revistas e jornais.
Em 13 de maio de 2022, teve sua renúncia ao governo pastoral de Praga aceita pelo Papa Francisco.

## Conclaves
- Conclave de 2013 - participou da eleição de Jorge Mario Bergoglio como Papa Francisco.

## Brasão

Cardeal Emérito
Cardeal Arcebispo